# Kai Möller (Schauspieler, 1903)

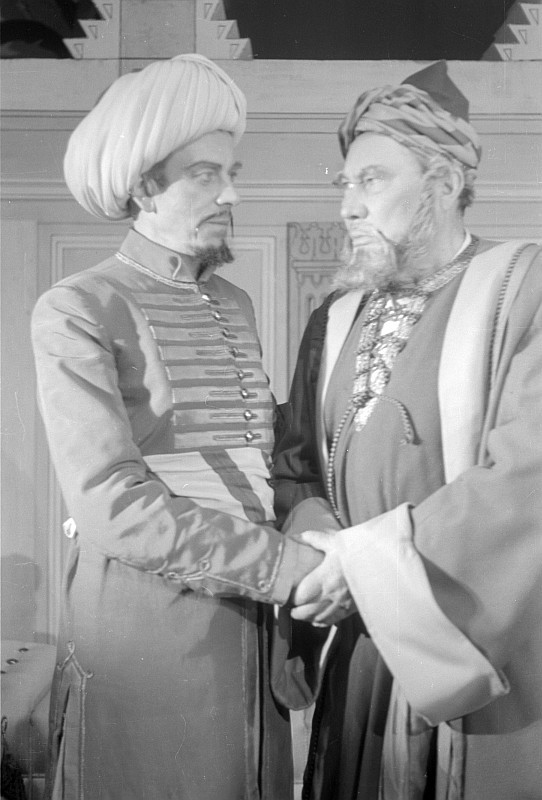
Kai Möller (links) in der Rolle des Sultan neben Paul Wegener im Jahr 1945 bei der Inszenierung von Nathan der Weise im Deutschen Theater

Kai Möller (* 15. Mai 1903 in Altona; † August 1983) war ein deutscher Schauspieler und Hörspielautor.

## Leben und Karriere
Nach dem Besuch eines Realgymnasiums erhielt er Schauspielunterricht bei Friedrich Taeger in Hamburg und Serafine Détschy in Berlin. Sein Debüt gab er 1920 als Gymnasiast Hugenberg in Erdgeist am Stadttheater von Harburg.
Es folgten Engagements in Altona, Kiel, Frankfurt an der Oder (1921 bis 1925), Koblenz, Stuttgart und am Schauspiel Frankfurt von 1932 bis 1935. In den Jahren von 1935 bis 1938 stand er auf verschiedenen Berliner Bühnen und unternahm Tourneen mit Paul Wegener.
Von 1938 bis 1944 gehörte er zum Ensemble des Berliner Schillertheaters, wo er auch stellvertretender Direktor war. Zu dieser Zeit wirkte er nicht nur als Schauspieler in Filmen mit, sondern er übernahm zuweilen auch die Dialogregie oder war als Regieassistent beteiligt.
1945 bis 1946 arbeitete er am Deutschen Theater in Berlin und seit 1947 an den Bühnen der Stadt Köln. Dort war er zugleich persönlicher Referent des Generalintendanten Herbert Maisch.
Möller wirkte als Hörspielautor in der literarischen Abteilung und beim Schulfunk verschiedener Sender. Von 1932 bis 1935 schrieb er in Frankfurt am Main und von 1936 bis 1947 in Berlin, danach wurde er für den NWDR tätig. Er verfasste 1954 die Biografie Paul Wegener – Sein Leben und seine Rollen, die er auch herausgab. In Möllers Nachlass fand man Wegeners Repertoire-Buch sowie mehr als 2000 Fotos von Wegener und umfangreiche Korrespondenzen.

## Filmografie (als Schauspieler)
- 1935: Hermine und die sieben Aufrechten
- 1935: Friesennot
- 1936: August der Starke
- 1937: Menschen ohne Vaterland
- 1937: Unter Ausschluß der Öffentlichkeit
- 1937: Unternehmen Michael
- 1937: Die Fledermaus
- 1937/53: Starke Herzen
- 1938: Urlaub auf Ehrenwort
- 1939: Ein ganzer Kerl
- 1942: Andreas Schlüter (Dialoge)
- 1944: Die Degenhardts (Dialoge)
- 1944: Der Verteidiger hat das Wort (Regie-Assistenz)
- 1958: Rivalen der Manege